# Анадимб Володимир Борисович
Володи́мир Бори́сович Анади́мб (нар. 14 жовтня 1986, Федорівка, Херсонська обл. — пом. 10 січня 2018, Новолуганське, Донецька обл.) — старший солдат Збройних сил України, учасник російсько-української війни.

## Життєпис
Народився 1986 року в селі Федорівка (Каховський район, Херсонська область); 2004 року закінчив 11 класів федорівської школи. Після проходження строкової служби переїхав жити на Буковину, де 2007 року одружився; мешкав в селі Тереблече (Глибоцький район).
Мобілізований у березні 2014 року, служив кухарем взводу МТЗ 8-го ОМПБ «Поділля» — в районі Маріуполя. Після демобілізації повернувся додому, а 10 жовтня 2016 року підписав контракт з батальйоном «Донбас Україна»; старший солдат, розвідник розвідувального взводу розвідувально-диверсійної роти.
10 січня 2018 року загинув вранці внаслідок гранатометного обстрілу опорного пункту поблизу селища Новолуганське — осколок гранати влучив у шию; помер дорогою до шпиталю від значної крововтрати. Того ранку довкола Новолуганського ворог півтори години прицільно обстрілював позиції українських захисників з гранатометів, кулеметів та мінометів.
13 січня 2018 року похований в селі Тереблече.
Без Володимира лишилися батьки Борис Павлович і Ольга Володимирівна, брат, дружина та двоє синів.

## Нагороди та вшанування
- Указом Президента України № 98/2018 від 6 квітня 2018 року, «за особисту мужність і самовіддані дії, виявлену у захисті державного суверенітету та територіальної цілісності України, зразкове виконання військового обов'язку», нагороджений орденом «За мужність» III ступеня (посмертно)[1].
- 14 вересня 2018 року в Федоровській ЗОШ відкрито меморіальну дошку на честь Володимира Анадимба.
- Вшановується в меморіальному комплексі «Зала пам'яті», в щоденному ранковому церемоніалі 10 січня[2][3].